# John McLaughlin

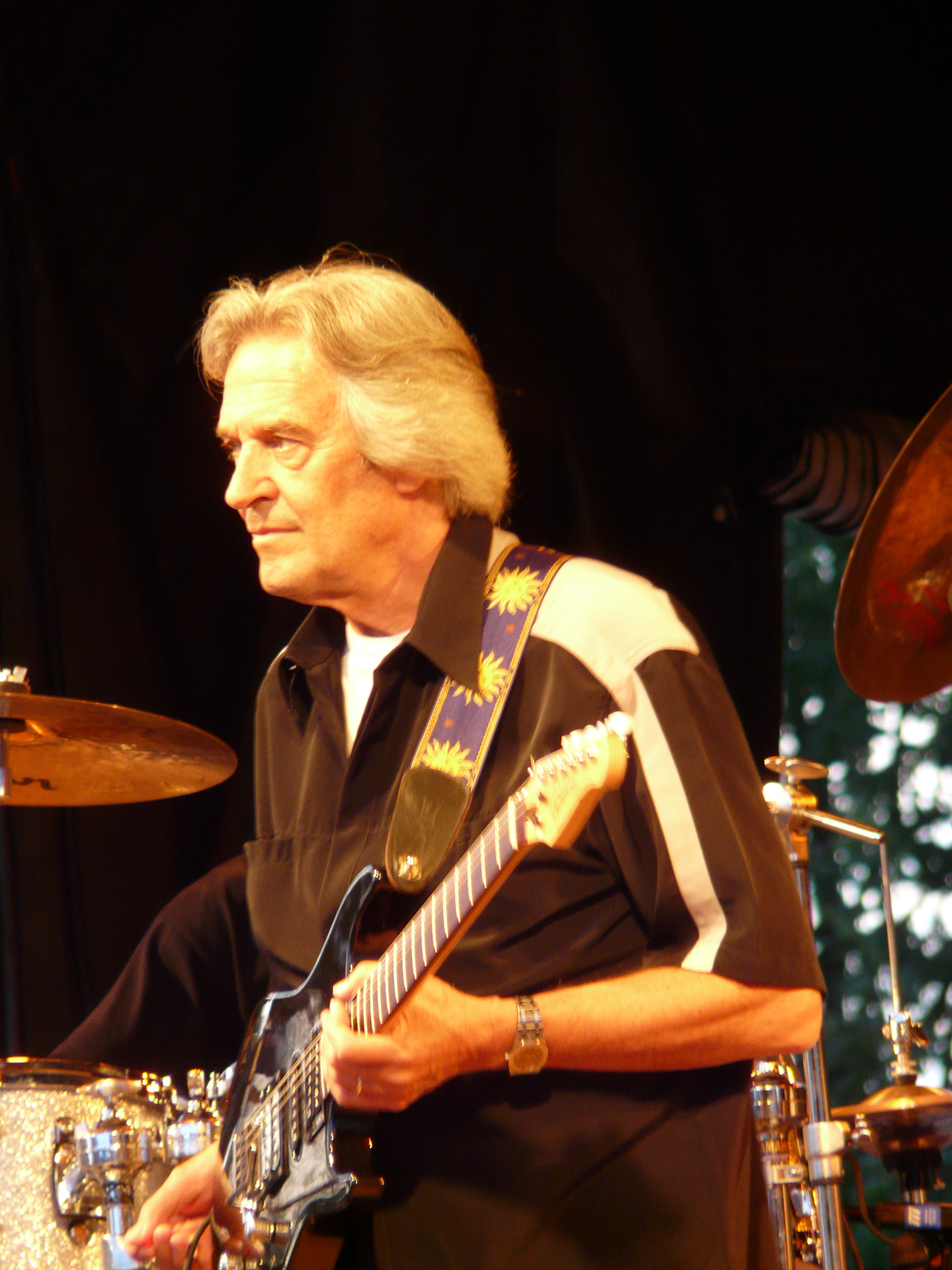
John McLaughlin în concert la Limburgerhof (2008)

John McLaughlin, cunoscut de asemenea ca Mahavishnu John McLaughlin (n. 4 ianuarie 1942, Doncaster, Anglia, Regatul Unit) este un chitarist englez de jazz și jazz fusion. Discipol al lui Miles Davis (unul dintre pionierii genului de jazz fusion) a excelat în mai multe stiluri, începând cu jazz-ul clasic, jazz fusion, muzică clasică indiană sau flamenco.

## Biografie
Primul disc l-a lansat în 1963 și de atunci lansează câte 3-4 albume anual. Fondatorul renumitei formații  „Mahavishnu Orchestra”, care-i includea pe Ian Hammer la clape, Billy Cobham (mai apoi Narada Michael Walden) la tobe, Jerry Goodman (apoi a urmat Jean-Luc Ponty) la vioară, Rack Laird la bas. A fost discipol spiritual al lui Shri Chinmoi. De-a lungul carierei sale muzicale acesta a colaborat cu Al Di Meola, Carlos Santana, Chick Corea, Larry Coryel, Joe Farrel, Wayne Shorter, Tony Williams, Jaco Pastorius, Luciano Pavaroti, ș.a.
La data de 15 mai 2008 concertează la București sub titulatura „John McLaughlin and the 4th Dimension”.

## Discografie
- Extrapolation	1969	Polydor
- Where Fortune Smiles	1970	One Way
- My Goal's Beyond	1970	Rykodisc
- Devotion	1970	Douglas
- Electric Dreams	1978	Columbia
- Electric Guitarist	1979	Columbia
- Belo Horizonte	1981	Warner Bros.
- Passion, Grace and Fire	1982	Columbia
- Music Spoken Here	1983	Wounded Bird
- Adventures in Radioland	1987	Relativity
- Mediterranean Concerto (For Guitar & Orchestra) [live]	1988	Columbia
- Live at the Royal Festival Hall	1989	JMT
- Que Alegria	1991	Verve
- Time Remembered: John McLaughlin Plays Bill Evans	1993	Verve
- Tokyo Live	1993	Verve
- After the Rain	1994	Verve
- The Promise	1995	Verve
- Paco de Lucia/John McLaughlin/Al Di Meola	1996	Verve
- The Heart of Things	1997	Verve
- Remember Shakti	1999	Polygram
- The Heart of Things: Live in Paris	2000	Polygram
- Saturday Night in Bombay: Remember Shakti [live]	2001	Verve
- Thieves and Poets	2003	Verve

Cu Mahavishnu Orchestra:
- The Inner Mounting Flame	1971	Columbia/Legacy
- Birds of Fire	1972	Columbia/Legacy
- Between Nothingness and Eternity [live]	1973	Columbia
- Apocalypse	1974	Columbia
- Visions of the Emerald Beyond	1974	Columbia
- Inner Worlds	1975	Sony
- In Retrospect	1976	Polydor
- Mahavishnu	1984	Warner Bros.